# Ophthalmolampis carrascoi
Ophthalmolampis carrascoi is een rechtvleugelig insect uit de familie Romaleidae. De wetenschappelijke naam van deze soort is voor het eerst geldig gepubliceerd in 1978 door Descamps.